# 蒂鲁卡图帕利
蒂鲁卡图帕利（Thirukattupalli），是印度泰米尔纳德邦坦贾武尔县的一个城镇。总人口12567（2001年）。

## 人口
该地2001年总人口12567人，其中男性6310人，女性6257人；0—6岁人口1380人，其中男729人，女651人；识字率76.41%，其中男性为81.92%，女性为70.85%。